# Universal Mother
Albums de Sinéad O'Connor
Am I Not Your Girl?
(1992) Gospel Oak
(1997)
Universal Mother est le quatrième album studio de l'autrice-compositrice-interprète irlandaise Sinéad O'Connor. Il est sorti en 1994 sur le label Ensign Records (en).

## Fiche technique

### Chansons
Toutes les chansons sont écrites et composées par Sinéad O'Connor, sauf mention contraire.
| No  | Titre                    | Auteur                                                                                 | Durée |
| --- | ------------------------ | -------------------------------------------------------------------------------------- | ----- |
| 1.  | Germaine                 | Germaine Greer                                                                         | 0:38  |
| 2.  | Fire on Babylon          | Sinéad O'Connor, John Reynolds (en)                                                    | 5:11  |
| 3.  | John I Love You          |                                                                                        | 5:31  |
| 4.  | My Darling Child         |                                                                                        | 3:09  |
| 5.  | Am I a Human?            | Jake Reynolds                                                                          | 0:24  |
| 6.  | Red Football             |                                                                                        | 2:48  |
| 7.  | All Apologies            | Kurt Cobain                                                                            | 2:37  |
| 8.  | A Perfect Indian         |                                                                                        | 4:22  |
| 9.  | Scorn Not His Simplicity | Phil Coulter                                                                           | 4:26  |
| 10. | All Babies               |                                                                                        | 4:29  |
| 11. | In This Heart            |                                                                                        | 3:11  |
| 12. | Tiny Grief Song          |                                                                                        | 1:56  |
| 13. | Famine                   | Sinéad O'Connor, Dave Clayton, Tim Simenon, John Reynolds, John Lennon, Paul McCartney | 4:56  |
| 14. | Thank You for Hearing Me | Sinéad O'Connor, John Reynolds                                                         | 6:25  |

### Musiciens
- Sinéad O'Connor : chant, piano
- John Reynolds (en) : batterie, programmation
- Dave Clayton : claviers, programmation
- Marco Pirroni, Ivan Gilliland : guitares
- Tim Simenon : programmation
- Nicky Scott, Matthew Seligman (en), Clare Kenny : basse
- Phil Coulter : piano, claviers, chœurs
- John O'Cane : violoncelle
- Voice Squad : chœurs
- Irish Chamber Orchestra : cordes